# Mauro dos Santos
Mauro Javier Dos Santos (ur. 7 lipca 1989 w Santo Tomé) – argentyński piłkarz występujący na pozycji obrońcy w CD Leganés.

## Kariera Klubowa
Dos Santos występował przez 4 lata w CA Banfield. 1 sierpnia 2014 roku przeniósł się do Realu Murcia, podpisując roczny kontrakt. Debiut w pierwszym zespole nastąpił 21 sierpnia 2012 roku w meczu z Córdoba CF na poziomie Segunda División. 14 lipca 2013 roku przedłużył kontrakt na kolejny rok. 29 września strzelił pierwszego gola w barwach Realu Murcia, wygranym 2-1 z CD Numancia. 22 lipca 2014 roku podpisał roczny kontrakt z UD Almería. 23 sierpnia zagrał pierwszy mecz w barwach hiszpańskiej drużyny z RCD Espanyol, zremisowanym 1-1. 21 września, strzelił pierwszego gola w meczu z Realem Sociedad, wygranym 2:1. 21 lipca 2015 roku dos Santos podpisał kontrakt z SD Eibar.